# Puchar Świata w saneczkarstwie (tory naturalne)
Puchar Świata w saneczkarstwie na torach naturalnych po raz pierwszy rozegrano w sezonie 1992/1993. Wśród dotychczasowych triumfatorów (oprócz reprezentantów Austrii, Włoch i Rosji) są Polacy - Andrzej Laszczak i Damian Waniczek, którzy okazali się najlepsi w konkurencji dwójek w sezonie 2001/2002.

## Medaliści Pucharu Świata

### Jedynki kobiet
| Sezon     | Zwycięzca                | 2. miejsce               | 3. miejsce               |
| --------- | ------------------------ | ------------------------ | ------------------------ |
| 1992/1993 | Doris Haselrieder        | Lubow Paniutina          | Elvira Holzknecht        |
| 1993/1994 | Irene Zechner            | Lubow Paniutina          | Doris Haselrieder        |
| 1994/1995 | Elvira Holzknecht        | Irene Zechner            | Doris Haselrieder        |
| 1995/1996 | Irene Zechner            | Sandra Mariner           | Elvira Holzknecht        |
| 1996/1997 | Sonja Steinacher         | Lubow Paniutina          | Simona Martin            |
| 1997/1998 | Elvira Holzknecht        | Sandra Mariner           | Sonja Steinacher         |
| 1998/1999 | Elvira Holzknecht        | Sonja Steinacher         | Christa Gietl            |
| 1999/2000 | Sonja Steinacher         | Elvira Holzknecht        | Sandra Mariner           |
| 2000/2001 | Jekatierina Ławrientjewa | Sonja Steinacher         | Sandra Mariner           |
| 2001/2002 | Sonja Steinacher         | Sandra Mariner           | Jekatierina Ławrientjewa |
| 2002/2003 | Sonja Steinacher         | Jekatierina Ławrientjewa | Christa Gietl            |
| 2003/2004 | Jekatierina Ławrientjewa | Renate Kasslatter        | Renate Gietl             |
| 2004/2005 | Renate Gietl             | Jekatierina Ławrientjewa | Irene Mitterstieler      |
| 2005/2006 | Jekatierina Ławrientjewa | Renate Gietl             | Melanie Batkowski        |
| 2006/2007 | Jekatierina Ławrientjewa | Renate Gietl             | Renate Kasslatter        |
| 2007/2008 | Jekatierina Ławrientjewa | Renate Gietl             | Melanie Batkowski        |
| 2008/2009 | Jekatierina Ławrientjewa | Renate Gietl             | Melanie Batkowski        |
| 2009/2010 | Jekatierina Ławrientjewa | Renate Gietl             | Melanie Batkowski        |
| 2010/2011 | Jekatierina Ławrientjewa | Renate Gietl             | Melanie Batkowski        |
| 2011/2012 | Jekatierina Ławrientjewa | Renate Gietl             | Melanie Schwarz          |
| 2012/2013 | Jekatierina Ławrientjewa | Evelin Lanthaler         | Greta Pinggera           |
| 2013/2014 | Jekatierina Ławrientjewa | Evelin Lanthaler         | Tina Unterberger         |
| 2014/2015 | Jekatierina Ławrientjewa | Evelin Lanthaler         | Greta Pinggera           |
| 2015/2016 | Evelin Lanthaler         | Greta Pinggera           | Jekatierina Ławrientjewa |
| 2016/2017 | Greta Pinggera           | Evelin Lanthaler         | Tina Unterberger         |
| 2017/2018 | Evelin Lanthaler         | Greta Pinggera           | Tina Unterberger         |
| 2018/2019 | Evelin Lanthaler         | Greta Pinggera           | Jekatierina Ławrientjewa |
| 2019/2020 | Evelin Lanthaler         | Greta Pinggera           | Tina Unterberger         |
| 2020/2021 | Evelin Lanthaler         | Greta Pinggera           | Tina Unterberger         |
| 2021/2022 | Evelin Lanthaler         | Greta Pinggera           | Lisa Walch               |
| 2022/2023 | Evelin Lanthaler         | Tina Unterberger         | Greta Pinggera           |
| 2023/2024 | Evelin Lanthaler         | Riccarda Rütz            | Tina Unterberger         |
| 2024/2025 | Evelin Lanthaler         | Tina Unterberger         | Daniela Mittermair       |

### Jedynki mężczyzn
| Sezon     | Zwycięzca                      | 2. miejsce          | 3. miejsce            |
| --------- | ------------------------------ | ------------------- | --------------------- |
| 1992/1993 | Franz Obrist                   | Gerhard Pilz        | Erhard Mahlknecht     |
| 1993/1994 | Erhard Mahlknecht Franz Obrist | -                   | Anton Blasbichler     |
| 1994/1995 | Manfred Graber                 | Franz Obrist        | Gerhard Pilz          |
| 1995/1996 | Anton Blasbichler              | Gerhard Pilz        | Martin Gruber         |
| 1996/1997 | Anton Blasbichler              | Martin Gruber       | Manfred Graber        |
| 1997/1998 | Reinhard Gruber                | Gerhard Pilz        | Martin Gruber         |
| 1998/1999 | Reinhard Gruber                | Anton Blasbichler   | Martin Gruber         |
| 1999/2000 | Ferdinand Hirzigger            | Gerhard Pilz        | Anton Blasbichler     |
| 2000/2001 | Gerhard Pilz                   | Anton Blasbichler   | Ferdinand Hirzigger   |
| 2001/2002 | Gerhard Pilz                   | Ferdinand Hirzigger | Anton Blasbichler     |
| 2002/2003 | Robert Batkowski               | Gerhard Pilz        | Gerald Kallan         |
| 2003/2004 | Anton Blasbichler              | Gernot Schwab       | Gerald Kallan         |
| 2004/2005 | Anton Blasbichler              | Martin Psenner      | Florian Breitenberger |
| 2005/2006 | Patrick Pigneter               | Gernot Schwab       | Florian Breitenberger |
| 2006/2007 | Patrick Pigneter               | Martin Psenner      | Gerhard Pilz          |
| 2007/2008 | Patrick Pigneter               | Gerald Kammerlander | Florian Breitenberger |
| 2008/2009 | Patrick Pigneter               | Thomas Schopf       | Gernot Schwab         |
| 2009/2010 | Patrick Pigneter               | Thomas Schopf       | Gernot Schwab         |
| 2010/2011 | Patrick Pigneter               | Robert Batkowski    | Anton Blasbichler     |
| 2011/2012 | Patrick Pigneter               | Hannes Clara        | Alex Gruber           |
| 2012/2013 | Patrick Pigneter               | Hannes Clara        | Thomas Kammerlander   |
| 2013/2014 | Patrick Pigneter               | Thomas Kammerlander | Michael Scheikl       |
| 2014/2015 | Patrick Pigneter               | Alex Gruber         | Michael Scheikl       |
| 2015/2016 | Patrick Pigneter               | Alex Gruber         | Thomas Kammerlander   |
| 2016/2017 | Thomas Kammerlander            | Patrick Pigneter    | Alex Gruber           |
| 2017/2018 | Thomas Kammerlander            | Alex Gruber         | Patrick Pigneter      |
| 2018/2019 | Thomas Kammerlander            | Alex Gruber         | Patrick Pigneter      |
| 2019/2020 | Thomas Kammerlander            | Michael Scheikl     | Patrick Pigneter      |
| 2020/2021 | Michael Scheikl                | Alex Gruber         | Patrick Pigneter      |
| 2021/2022 | Alex Gruber                    | Thomas Kammerlander | Michael Scheikl       |
| 2022/2023 | Thomas Kammerlander            | Alex Gruber         | Michael Scheikl       |
| 2023/2024 | Patrick Pigneter               | Fabian Brunner      | Florian Clara         |
| 2024/2025 | Florian Clara                  | Michael Scheikl     | Stefan Federer        |

### Dwójki mężczyzn
| Sezon     | Zwycięzca                            | 2. miejsce                                | 3. miejsce                                              |
| --------- | ------------------------------------ | ----------------------------------------- | ------------------------------------------------------- |
| 1992/1993 | Arnold Lunger Gunther Steinhauser    | Reinhold Bachmann Manfred Als             | Helmut Ruetz Andi Ruetz                                 |
| 1993/1994 | Almir Bentemps Corrado Hérin         | Manfred Graber Gunther Steinhauser        | Helmut Ruetz Andi Ruetz Roland Niedermair Hubert Burger |
| 1994/1995 | Helmut Ruetz Andi Ruetz              | Roland Niedermair Hubert Burger           | Jurgen Pezzi Christian Hafner                           |
| 1995/1996 | Helmut Ruetz Andi Ruetz              | Martin Psenner Arthur Künig               | Martin Schnebauer Peter Lechner                         |
| 1996/1997 | Reinhard Beer Herbert Kögl           | Helmut Ruetz Andi Ruetz                   | Martin Schnebauer Peter Lechner                         |
| 1997/1998 | Helmut Ruetz Andi Ruetz              | Martin Psenner Christian Hafner           | Reinhard Beer Herbert Kögl                              |
| 1998/1999 | Helmut Ruetz Andi Ruetz              | Reinhard Beer Herbert Kögl                | Peter Lechner Peter Braunegger                          |
| 1999/2000 | Armin Mair David Mair                | Reinhard Beer Herbert Kögl                | Peter Lechner Peter Braunegger                          |
| 2000/2001 | Wolfgang Schopf Andreas Schopf       | Armin Mair David Mair                     | Peter Lechner Peter Braunegger                          |
| 2001/2002 | Andrzej Laszczak Damian Waniczek     | Reinhard Beer Herbert Kögl                | Armin Mair David Mair                                   |
| 2002/2003 | Pawieł Porszniew Iwan Łazariew       | Andrzej Laszczak Damian Waniczek          | Reinhard Beer Herbert Kögl                              |
| 2003/2004 | Pawieł Porszniew Iwan Łazariew       | Wolfgang Schopf Andreas Schopf            | Reinhard Beer Herbert Kögl                              |
| 2004/2005 | Reinhard Beer Herbert Kögl           | Andrzej Laszczak Damian Waniczek          | Pawieł Porszniew Iwan Łazariew                          |
| 2005/2006 | Christian Schatz Gerhard Mühlbacher  | Pawieł Porszniew Iwan Łazariew            | Reinhard Beer Herbert Kögl                              |
| 2006/2007 | Christian Schatz Gerhard Mühlbacher  | Pawieł Porszniew Iwan Łazariew            | Reinhard Beer Herbert Kögl                              |
| 2007/2008 | Patrick Pigneter Florian Clara       | Pawieł Porszniew Iwan Łazariew            | Andrzej Laszczak Damian Waniczek                        |
| 2008/2009 | Patrick Pigneter Florian Clara       | Pawieł Porszniew Iwan Łazariew            | Christian Schopf Andreas Schopf                         |
| 2009/2010 | Patrick Pigneter Florian Clara       | Pawieł Porszniew Iwan Łazariew            | Christian Schopf Andreas Schopf                         |
| 2010/2011 | Patrick Pigneter Florian Clara       | Pawieł Porszniew Iwan Łazariew            | Christian Schatz Gerhard Mühlbacher                     |
| 2011/2012 | Pawieł Porszniew Iwan Łazariew       | Patrick Pigneter Florian Clara            | Christian Schatz Gerhard Mühlbacher                     |
| 2012/2013 | Patrick Pigneter Florian Clara       | Christian Schopf Andreas Schopf           | Pawieł Porszniew Iwan Łazariew                          |
| 2013/2014 | Patrick Pigneter Florian Clara       | Aleksandr Jegorow Piotr Popow             | Pawieł Porszniew Iwan Łazariew                          |
| 2014/2015 | Patrick Pigneter Florian Clara       | Aleksandr Jegorow Piotr Popow             | Christoph Regensburger Dominik Holzknecht               |
| 2015/2016 | Patrick Pigneter Florian Clara       | Christoph Regensburger Dominik Holzknecht | Aleksandr Jegorow Piotr Popow                           |
| 2016/2017 | Pawieł Porszniew Iwan Łazariew       | Patrick Pigneter Florian Clara            | Rupert Brüggler Tobias Angerer                          |
| 2017/2018 | Patrick Pigneter Florian Clara       | Pawieł Porszniew Iwan Łazariew            | Aleksandr Jegorow Piotr Popow                           |
| 2018/2019 | Patrick Pigneter Florian Clara       | Aleksandr Jegorow Piotr Popow             | Pawieł Porszniew Iwan Łazariew                          |
| 2019/2020 | Patrick Pigneter Florian Clara       | Pawieł Porszniew Iwan Łazariew            | Patrick Lambacher Matthias Lambacher                    |
| 2020/2021 | Patrick Pigneter Florian Clara       | Patrick Lambacher Matthias Lambacher      | Fabian Achenrainer Simon Achenrainer                    |
| 2021/2022 | Patrick Pigneter Florian Clara       | Fabian Achenrainer Simon Achenrainer      | Pawieł Porszniew Iwan Łazariew                          |
| 2022/2023 | Patrick Lambacher Matthias Lambacher | Patrick Pigneter Florian Clara            | Matevz Vertelj Vid Krajl                                |
| 2023/2024 | Matthias Lambacher Peter Lambacher   | Maximilian Pichler Nico Edlinger          | Tobias Paur Andreas Hofer                               |
| 2024/2025 | Maximilian Pichler Nico Edlinger     | Matthias Lambacher Peter Lambacher        | Tobias Paur Andreas Hofer                               |